# Rafael Typhoon

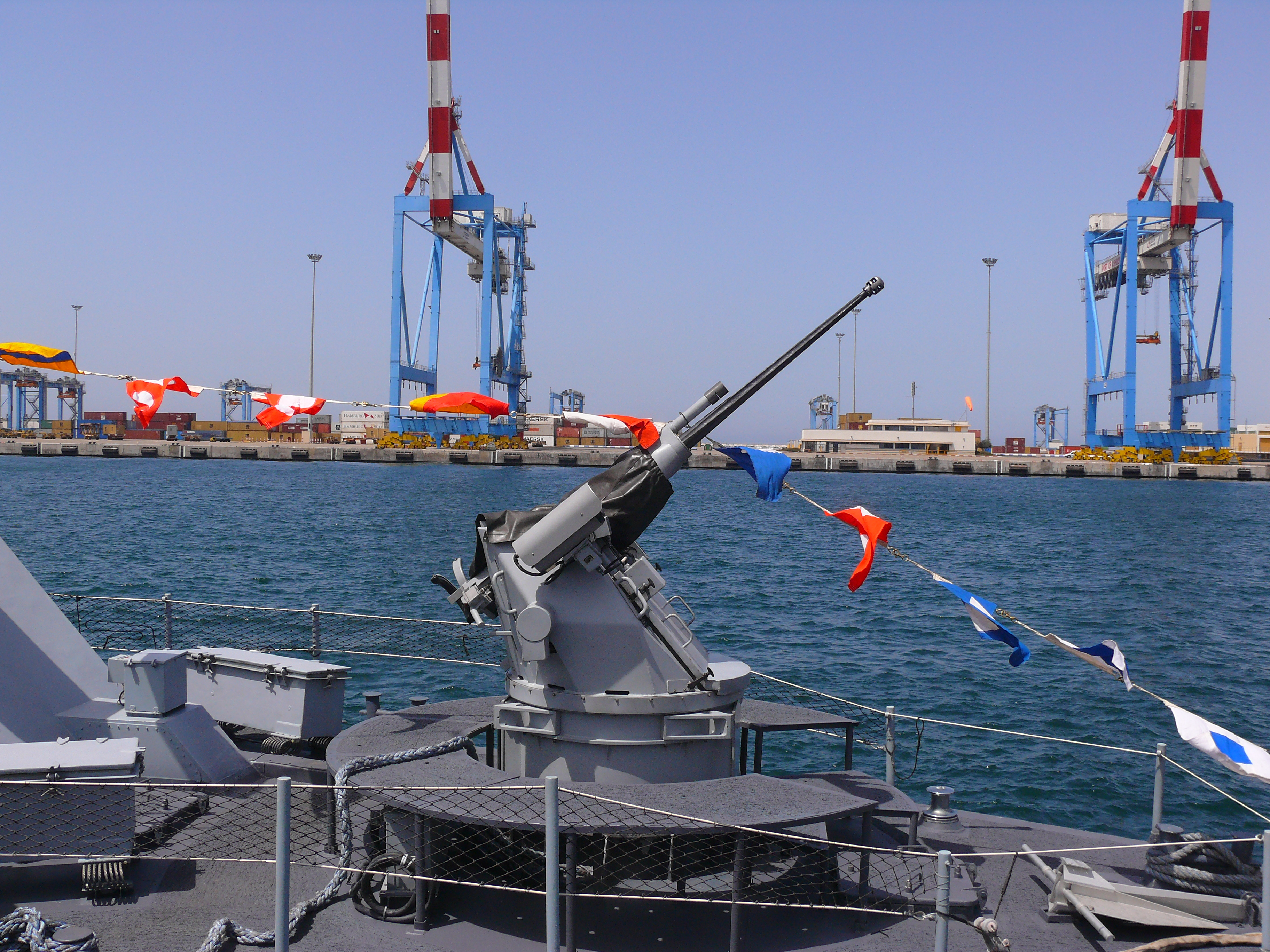
Typhoon beväpnad med 25 mm automatkanon på Shaldag-klass patrullbåt i israeliska flottan.

Typhoon är en marin fjärrstyrd vapenstation tillverkad av det israeliska försvarsmaterielföretaget Rafael Advanced Defense Systems. Typhoon, som introducerades 1997, är avsedd att kombineras med en automatkanon med kaliber på 20–30 mm för att ge en komplett marin artilleripjäs. Ett vanligt val är ATK:s M242 Bushmaster i 25 mm kaliber. Andra alternativ är automatkanoner från Oerlikon, Rheinmetall och GIAT/Nexter. Dessutom finns Typhoon i flera versioner där andra typer av system integrerats i pjäsen, som Typhoon GSA med luftvärnsrobotar, Typhoon DSA med skenmål och luftvärnsrobotar och Typhoon GS med korträckviddiga sjömålsrobotar i form av Rafaels SPIKE-ER.
Det tänkta användningsområdet är som huvudbeväpning på mindre fartyg som till exempel minsvepare och patrullbåtar för att bekämpa andra fartyg, båtar eller flygfarkoster eller som kompletterande beväpning på större fartyg som till exempel fregatter ända upp till hangarfartyg för att bekämpa flytande minor och asymmetriska hot såsom mindre båtar med mera. Systemet används av amerikanska flottan (Som Mk38 Mod2), israeliska flottan, australienska flottan, Singapores flotta med flera. 
Typhoon är utrustad med en egen ballistikdator med målföljningsfunktion. När operatören låst på målet tar ballistikdatorn hänsyn till målets egenskaper, det egna fartygets rörelser samt miljöfaktorer och räknar ut en ballistisk lösning som låter vapenstationen hålla över och framför målet för att optimera träffchansen. Pjäsen kan utrustas med sin egen optroniska eldledningssensor i form av Rafaels TOPLITE som inkluderar en TV-kamera, FLIR och laseravståndsmätare, alternativt anslutas till ett skeppsgemensamt eldledningssystem och hämtar då data från de eldledningssensorer som är kopplade till detta, vilket kan inkludera både radar och elektrooptiska sensorer. 
Med en egen optisk eldledningssensor fås ett helt autonomt system som därigenom passar utmärkt för att användas på mindre fartyg utan andra eldledningssystem och här kan Typhoon levereras med en egen kontrollkonsol. Om fartyget är utrustat med ett stridsledningssystem kan Typhoon också kontrolleras genom detta via en av systemets konsoler. Eftersom Typhoon är helt stabiliserad ger den mycket bättre träffsäkerhet än en manuellt kontrollerad icke-stabiliserad automatkanon vilket är särskilt värdefullt på mindre fartyg som patrullbåtar som rör sig mer i sjön jämfört med större fartyg. Chansen till träff kan avsevärt förbättras. Riktprecisionen anges vara 0,25 milliradian vilket innebär att pipan pekar inom 250 mm från siktpunkten på 1 000 meters avstånd. 
Pjäsen har ett eget magasin som kan hålla mellan 150 och 210 skott och pjäsen penetrerar inte däcket som den monteras på. De tillgängliga typerna av ammunition beror på vilken automatkanon man valt att montera men vanliga typer är granater av högexplosiv typ eller högexplosiv typ med brandeffekt, med eller utan spårljuseffekt samt pansarbrytande granater med brandeffekt eller underkalibriga pansarbrytande pilprojektiler. Vikten hos Typhoon varierar beroende på konfiguration men är typiskt omkring 700–750 kg utan ammunition men kan sträcka sig upp mot 1 000 kg hos varianterna med sjömåls- eller luftvärnsrobotar.

## Mini-Typhoon
Mini-Typhoon är en förminskad version avsedd att kombineras med en M2 Browning tung kulspruta i kalibern 12,7 × 99 mm NATO, en General Dynamics Mk 19 40 × 53 mm granatspruta eller en Minigun 7,62 × 51 mm NATO gatlingkulspruta alternativt olika typer av medeltunga kulsprutor. Den har ett magasin för upp till 230 skott, beroende på kaliber, och väger 140–170 kg, beroende på monterat vapen. Mini-Typhoon levereras som ett autonomt fjärrstyrt system med en egen mindre sensoruppsättning inkluderande FLIR, TV-kamera och laseravståndsmätare monterad på pjäsen samt en integrerad ballistikdator med målföljningsfunktion. Systemet är stabiliserat med en precision på 0,5 mrad. 